# Unión de Artistas de San Petersburgo

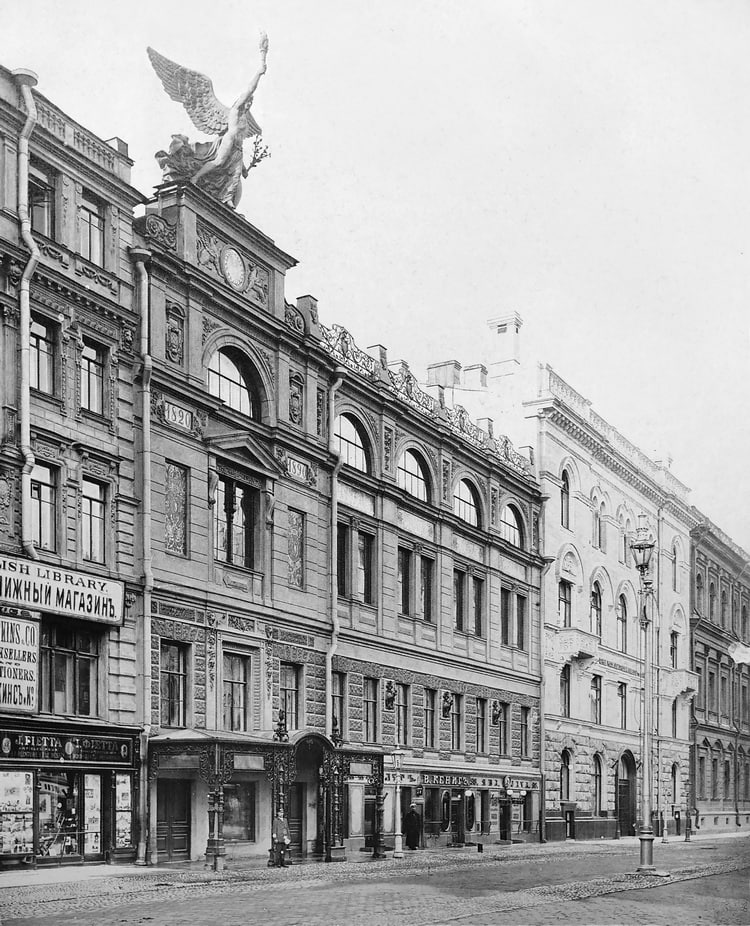
Cámara de la Unión de Artistas de la Bolshaya Morskaya. 1912

Unión de Artistas de San Petersburgo es una organización creativa y profesional de los artistas de San Petersburgo.

## Historia
La Unión de Artistas de San Petersburgo se fundó el 2 de agosto de 1932 en una reunión general de los artistas de Leningrado. Reunió a pintores, artistas gráficos, escultores, artistas de teatro, maestros de las artes decorativas. Antes de 1959, se llamó la «Unión de Artistas de Leningrado Soviético». A partir de 1959 (entró en la fundación de la «Unión de Artistas de la Federación de Rusia») fue llamado como rama de Leningrado de la Unión de Artistas de la Federación Rusa. Después de cambiar el nombre de la ciudad en 1991, se conoció como la «Unión de Artistas de San Petersburgo».
Como primer presidente de la Unión de Artistas de Leningrado en 1932, fue elegido el pintor Kuzmá Petrov-Vodkin. La Unión de Artistas encuentra en un edificio histórico de la Sociedad ex-Imperial para el Fomento de las Artes en Bolshaya Morskaya, Nº 38. La Unión de Artistas tiene sus propias salas de exposición. Miembros de la Unión son más de 3500 artistas e historiadores del arte.

## Conocidos miembros
Con los años, los miembros de la Unión de Artistas de San Petersburgo eran bien conocidos artistas rusos:
Taisia Afonina, Nathan Altman, Yevguéniya Antípova, Mijaíl Avilov, Vsevolod Bazhenov, Piotr Belousov, Iván Bilibin, Veniamin Borisov, Isaak Brodski, Pável Filónov, Rudolf Frentz, Nikolai Galakhov, Gevork Kotiantz, Aleksandr Laktiónov, Dmitri Maevski, Kazimir Malévich, Yuri Neprintsev, Serguéi Ósipov, Vladimir Ovchinnikov, Kuzmá Petrov-Vodkin, Nikolai Pozdneev, Lev Russov, Aleksandr Samokhvalov, Aleksandr Semiónov, Arseny Semiónov, Yelena Skuin, Víktor Teterin, Nikolai Timkov, Mijaíl Trufanov, Rostislav Vovkushevsky, y muchos otros.

## Galería

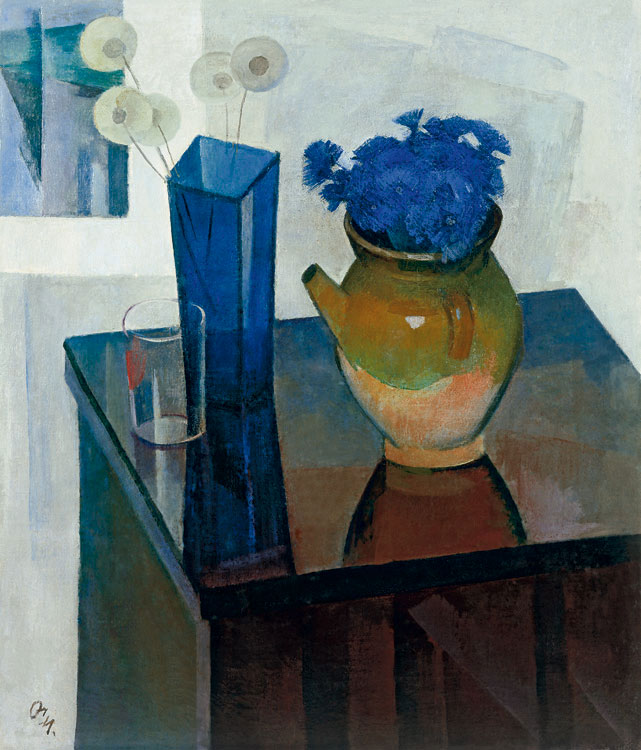
Serguéi Ósipov Acianos. 1976
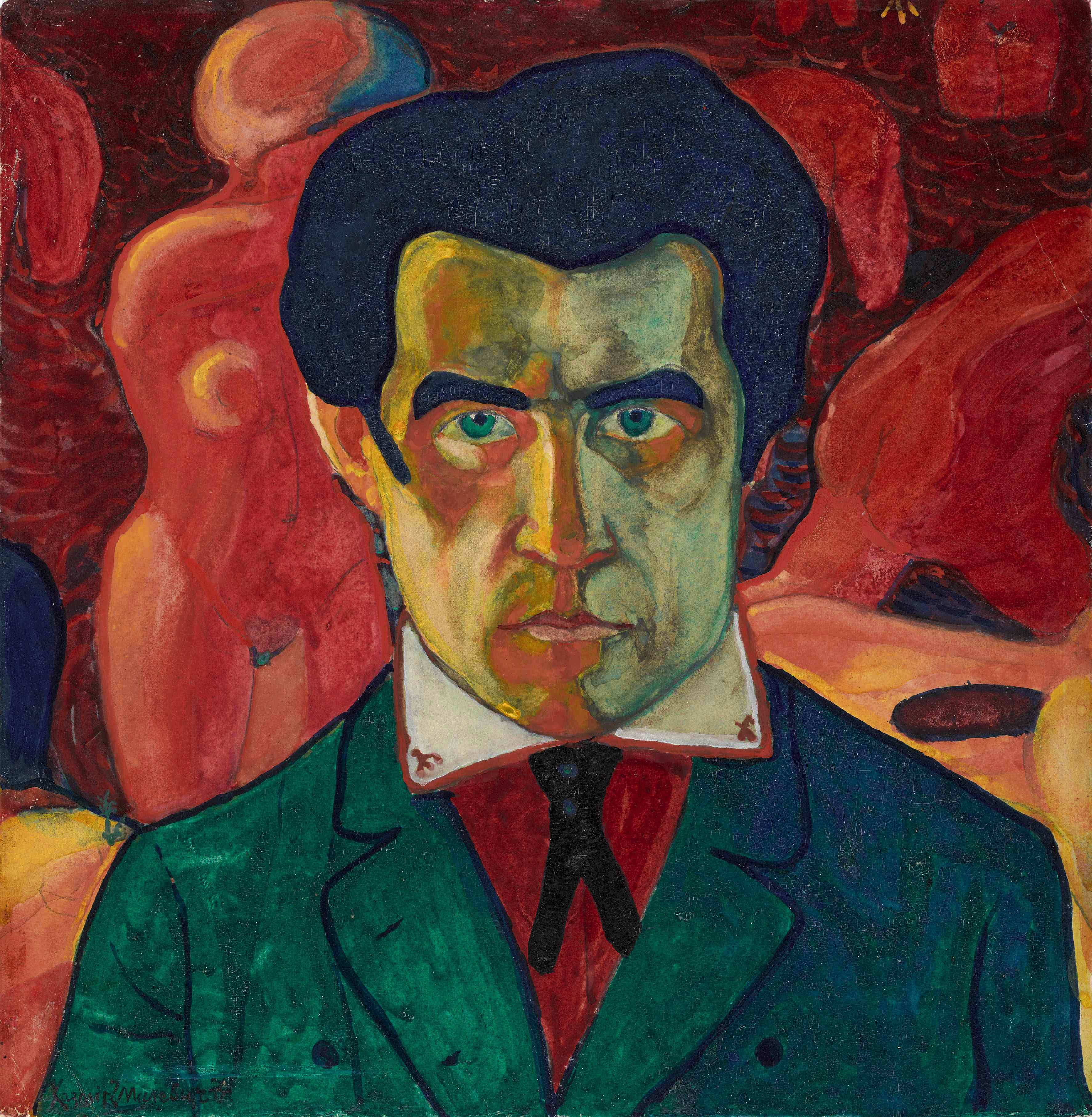
K. Malévich. Autorretrato. 1911
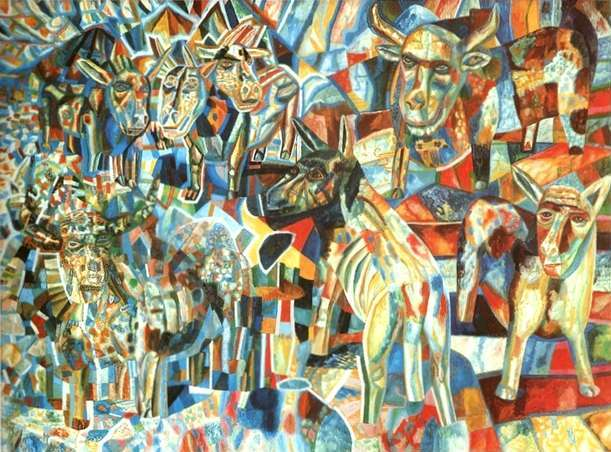
P. Filonov. Los animales. 1930
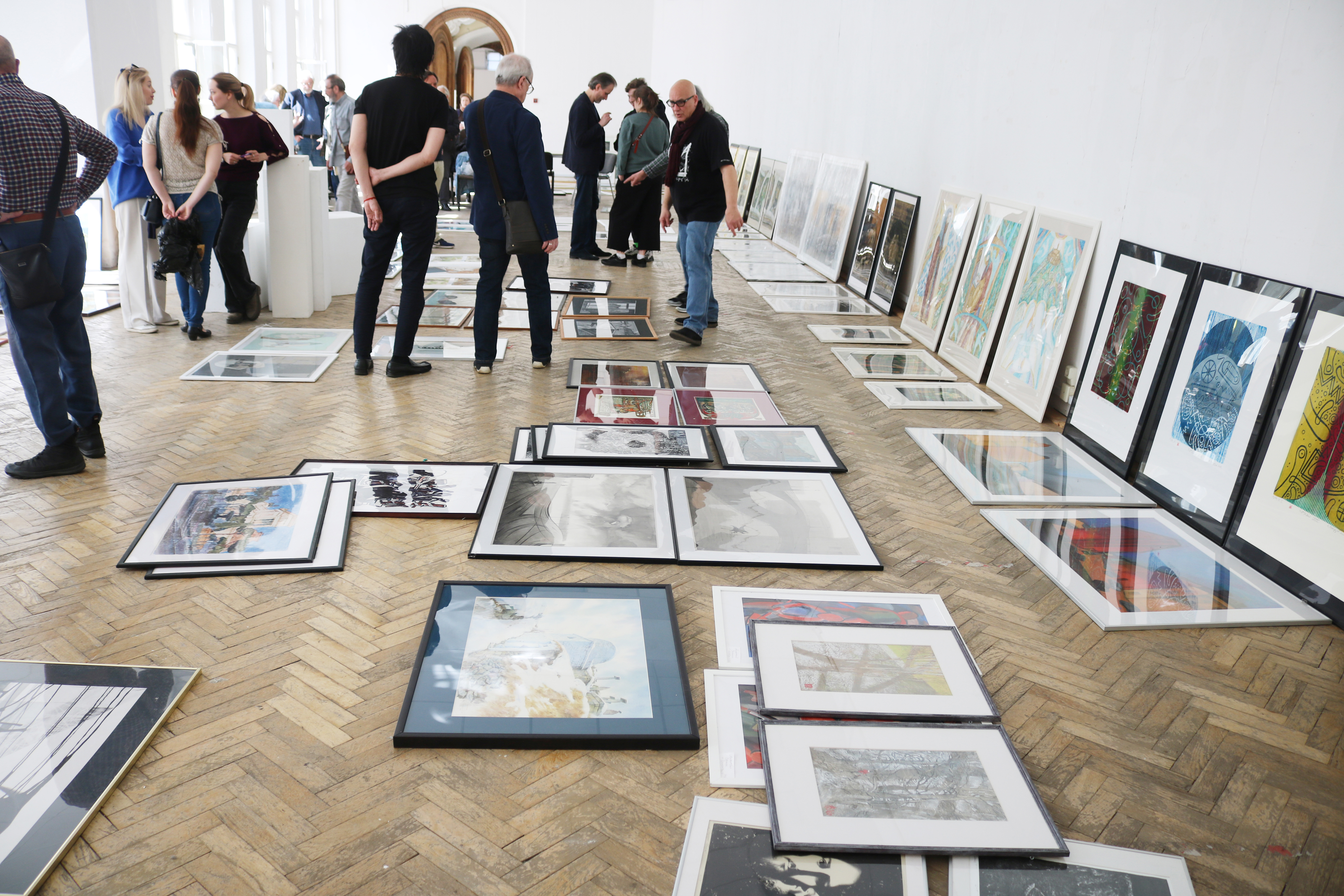
90 Aniversario de la Unión de Artistas de San Petersburgo. 2022